# Zorothis dissimilis
Zorothis dissimilis är en fjärilsart som beskrevs av William Schaus 1916. Zorothis dissimilis ingår i släktet Zorothis och familjen nattflyn. Inga underarter finns listade i Catalogue of Life.